# Michael Weller (Autor)
Michael Weller (* 26. September 1942 in New York City, New York) ist ein US-amerikanischer Dramatiker und Drehbuchautor.

## Leben
Michael Weller, geboren 1942 als Sohn des Künstlers Paul Weller in New York City, besuchte die Stockbridge School und das Windham College. Später absolvierte Weller ein Studium an der Brandeis University im Bereich der music composition. Im Anschluss arbeitete er zunächst als Jazz-Pianist und nahm dann ein Studium im Bereich Theater an der University of Manchester auf. Weller ist vor allem als Dramatiker und Bühnenautor tätig, wirkte aber gelegentlich auch als Drehbuchautor. So war er 1979 an der Musicalverfilmung Hair beteiligt, zwei Jahre später folgte Ragtime. Beide Filme entstanden unter der Regie von Miloš Forman und für letzteren wurde Weller 1982 in der Kategorie Bestes adaptiertes Drehbuch für den Oscar nominiert. Im Anschluss folgten nur noch vereinzelte Drehbücher, Ende der 1990er Jahre war er an einigen Folgen der Serie Noch mal mit Gefühl als Produzent und Drehbuchautor beteiligt.
Weller war und ist auch im akademischen Bereich tätig. Aktuell gehört er dem Lehrpersonal der The New School an.

## Filmografie (Auswahl)
- 1979: Hair
- 1981: Ragtime
- 1989: Road Home
- 1993: Let’s Make Love Again! (Spoils of War)
- 1999–2000: Noch mal mit Gefühl (Once and Again, Fernsehserie)